# Yurïý Krotov
Yurïý Vyaçeslavovïç Krotov (in kazako Юрий Вячеславович Кротов?, in russo Юрий Вячеславович Кротов?, Jurij Vjačeslavovič Krotov; 12 maggio 1978) è un ex calciatore kazako, di ruolo centrocampista.